# Papaipema obsolescens
Papaipema obsolescens là một loài bướm đêm trong họ Noctuidae.